# دراسة التحدي البشري
دراسة التحدي البشري، والمعروفة أيضًا باسم تجربة التحدي أو نموذج العدوى البشرية المتحكم فيه (CHIM)، هي نوع من التجارب السريرية للقاح أو دواء آخر ينطوي على تعريض موضوع الاختبار عمدًا للحالة التي يُختبر بها. قد تكون دراسات التحدي البشري مثيرة للجدل من الناحية الأخلاقية لأنها تنطوي على تعريض مواضيع الاختبار لخطر يتجاوز المخاطر التي تشكلها الآثار الجانبية المحتملة للمادة قيد الاختبار. كما تستخدم دراسات العدوى البشرية المتحكم فيها لدراسة الفيروسات والاستجابات المناعية.
خلال منتصف القرن العشرين والقرن الحادي والعشرين، زاد عدد دراسات التحدي البشري.كانت هناك دراسة تحدٍ لاختبار لقاحات واعدة لمنع كوفيد-19 قيد النظر خلال عام 2020 من قبل العديد من مطوري اللقاحات، بما في ذلك منظمة الصحة العالمية (WHO)،وقامت الموافقة عليها في المملكة المتحدة في عام 2021.
على مدار النصف الثاني من القرن العشرين والقرن الحادي والعشرين، سُرع تطوير لقاحات لحوالي 15 من مسببات الأمراض الرئيسية في دراسات التحدي البشري مع المساهمة في تطوير اللقاحات لمنع الكوليرا والتيفوئيد والإنفلونزا الموسمية والعدوى الأخرى. منذ الثمانينيات، كانت تجارب التحدي التي أبلغت عن الأحداث السلبية لديها فقط 0.2٪ من المرضى يعانون من أحداث سلبية خطيرة، ولا يوجد وفيات. وفقًا لأطباء الأخلاقيات الطبية، تحسنت طرق إجراء التجارب السريرية عن طريق اختبار التحدي البشري خلال القرن الحادي والعشرين لتلبية المتطلبات الأخلاقية والسلامة والتنظيمية، لتصبح مقبولة علميًا وصحيحة أخلاقياً طالما أن المشاركين على دراية كاملة ويتطوعون بحرية، وتلتزم التجارب بالدقة المعمول بها لإجراء البحوث السريرية.

## التصميم
يهدف بحث التحدي إلى تسريع الجدول الزمني لتوفير أدلة على سلامة وفعالية الدواء العلاجي أو اللقاح، لا سيما من خلال ضغط (إلى بضعة أشهر) المدة الطويلة عادةً لتجارب المرحلة الثانية والثالثة (عادةً سنوات عديدة). بعد إثبات السلامة والفعالية الأولية للمرشح الدوائي أو اللقاح في الحيوانات المختبرية والبشر الأصحاء، يمكن تنفيذ دراسات "تحدي" مُتحكم فيها لتجاوز البحث النموذجي في المرحلة الثالثة، مما يوفر مسارًا مُسرعًا للموافقة التنظيمية على المركب قيد الاختبار للوقاية على نطاق واسع ضد الأمراض المعدية، مثل كوفيد-19.
يتضمن تصميم دراسة التحدي أولاً، اختبار مرشح اللقاح في وقت واحد من حيث توليد المناعة والسلامة في الحيوانات المختبرية والمتطوعين البالغين الأصحاء (100 أو أقل) - وهو عادةً عملية متسلسلة باستخدام الحيوانات أولاً - وثانيًا، التقدم السريع بجرعته الفعالة إلى تجربة واسعة النطاق في المرحلة الثانية والثالثة في متطوعين أصحاء منخفضي المخاطر (مثل الشباب)، الذين سيصابون عمدًا بالمرض الذي يُختبر ضده للمقارنة مع مجموعة تحكم وهمية. في دراسة تحدٍ للقاح لمنع مرض معدي، سيُراقب المشاركين عن كثب بحثًا عن علامات السمية والاستجابة المناعية الكافية، مثل إنتاج مستويات كبيرة من الأجسام المضادة ضد الفيروس المسبب للمرض.

## الأخلاقيات
تتميز دراسات التحدي البشري باعتبارات أخلاقية لأن المشاركين غالبًا ما يكونون معرضين لخطر الآثار الجانبية الخطيرة، بما في ذلك الموت. هناك العديد من الأمثلة على التجارب التي كانت مثيرة للمشاكل أو المسيئة، مثل التجارب على الأسرى تحت النظام النازي في ألمانيا أو التجارب ذات إجراءات الموافقة المشكوك فيها في غواتيمالا من قبل الطبيب الأمريكي جون تشارلز كاتلر، الذي أجرى أيضًا تجربة توسكيجي للزهري. قد تنشأ قضايا أخلاقية خاصة عندما تمول دولة غنية وتنظم هذه التجارب السريرية في دولة أقل ثراء.
ويُعدّ الحد الأدنى من جميع المخاطر بعد الإصابة وتجنب الإصابة الخطيرة عتبتين عامتين شائعتين للمخاطر على المشاركين في البحث. عادةً ما يقوم الباحثون بتخصيص عتبات أخرى لكل تجربة سريرية.
ومن الأسباب الشائعة للمشاركة في دراسات التحدي البشري الإيثار ورغبة المساهمة في التقدم الطبي. قد يكون الأشخاص الذين يشاركون في هذه الدراسات أكثر إيثارًا بشكل عام من الآخرين، بما في ذلك احتمال أن يكونوا أكثر عرضة للمساهمة في مجتمعاتهم بطرق أخرى، مثل التبرع بالدم.

## لقاحات للعدوى
اُستخدمت دراسات التحدي لتسريع تقييم اللقاحات لعدة أمراض، مثل الكوليرا،والحمى التيفوئيدية،والملاريا،والإنفلونزا، والتهاب البلعوم بالعقديات،والسل،والشيغيلا،والسعال الديكي،وحمى الضنك.
بخلاف تسريع التقييم السريري لخصائص اللقاح، تشمل مزايا استخدام دراسات التحدي للمرشحين للقاح تقليل التحيز الذي يشكل جزءًا لا يتجزأ من دراسة المجموعة التقليدية، حيث يُوحد كل من التعرض (وقت الإصابة، جرعة تحدي الفيروس) والنتيجة (تقييم العلامات الحيوية في الدم). تشمل العيوب ارتفاع تكلفة إجراء التجربة في مواقع متعددة وإدارة البنية التحتية المعقدة لتجربة التحدي، خاصةً للحصول على الموافقة التنظيمية الوطنية، وتنظيم المشاركين وأفراد الطاقم التجريبي، وتنفيذ المختبرات بتأهلات الممارسة المخبرية السريرية الجيدة. قبل بدء دراسة التحدي، يجب أن يكون لدى راعي اللقاح معايير مُثبتة للممارسة الصناعية الجيدة للحصول على الموافقة لاستخدام لقاح المرشح في البشر، بما في ذلك اختبارات السمية والمناعة المكلفة. قد يكون راعي اللقاح قد طلب دليلًا على سلامة وفعالية المواد المساعدة لتوصيل اللقاح، وأوضح ما قد يكون جدول التطعيم الفعال، وتنسيق مع الوكالات التنظيمية الدولية وأخصائيي الأخلاق الحيوية للموافقة والتوزيع النهائي، وكل ذلك يتطلب تمويلًا وتخطيطًا منسقًا.

### كوفيد-19
كانت دراسات التحدي البشري قيد النظر لتسريع تطوير لقاح كوفيد-19 في المراحل المبكرة من الوباء، بما في ذلك اقتراح قدمه عالم الأخلاقيات الحيوية نير إيال، وآخر من قبل مخترع لقاح الحصبة الألمانية ستانلي بلوتكين مع عالم الأخلاقيات الحيوية آرثر كابلان. يقترح هؤلاء المؤلفون أن مدة التجربة السريرية المعتادة لفاعلية المرحلة الثالثة متعددة السنوات وموقعها متعدد الجنسيات ستستمر كالمعتاد، بينما سيستمر الأشخاص المصابون بكوفيد-19 في المعاناة أو الموت. كبديل يعتمد على النتائج الناشئة من دراسات تحدي لقاح كوفيد-19، يمكن للوكالات التنظيمية السماح بالاستخدام الطارئ المبكر للقاح، بينما تستمر دراسة التحدي في جمع البيانات للترخيص النهائي.
في مايو 2020، اُصدرت وثيقة توجيهية من قبل منظمة الصحة العالمية بشأن معايير إجراء التجارب السريرية للتحدي وتقديم الرعاية السريرية للمشاركين. بعد العدوى التحدي مع أو بدون لقاح مرشح، سيُراقب المتطوعين عن كثب في المستشفيات أو العيادات التي يديرها الأطباء الذين يعالجون الأشخاص المصابين بمرض كوفيد-19 وباستخدام الموارد المنقذة للحياة، إذا لزم الأمر. يُشبه التطوع لدراسة تحدي اللقاح أثناء جائحة كوفيد-19 بخدمة الطوارئ للعاملين الصحيين للأشخاص المصابين بكوفيد-19، أو رجال الإطفاء، أو المتبرعين بالأعضاء.
كما اُجريت دراسات تحدي سارس-كوفيد-2 البشرية للتحقيق في العدوى الفيروسية وحركيات الاستجابة المناعية في كوفيد-19. على عكس الدراسات القائمة على المرضى، توفر دراسات التحدي فرصة فريدة لفحص الجهاز المناعي قبل التعرض للفيروس، مباشرة بعد التعرض، وفي الأفراد الذين لا يصابون بالعدوى عند التعرض. مكنت هذه الدراسات العلماء من تحديد مؤشر حيوي للحماية واكتشاف أن استجابات مناعية مختلفة متميزة تسبق ظهور الأعراض، بما في ذلك بعضها الموجودة أيضًا في الأفراد الذين لا يصابون بالعدوى عند التعرض.
في مارس 2024، اُعلن عن تمويل لمدة خمس سنوات للتحالف الدولي لتطوير وإجراء دراسات تحدي بشرية للقاحات كوفيد المخاطية (منع انتقال العدوى) نيابة عن برنامج أفق أوروبا التابع للاتحاد الأوروبي والتحالف من أجل الابتكار في مجال التأهب للأوبئة (CEPI). ودعا المناعة المخاطية في تحدي فيروس كورونا البشري (MusiCC) وقيادة كلية لندن الإمبراطورية، ومن المقرر إجراء التجارب في المملكة المتحدة وأوروبا وسنغافورة والولايات المتحدة. اجتمع ممثلو الائتلاف التجاري ولجنته الاستشارية العلمية في أبريل 2024 لبدء المشروع. في ذلك الاجتماع، قال متحدث باسم تحالف ابتكارات التأهب الوبائي إن دراسات التحدي البشري كانت جزءًا من هدف تحقيق لقاحات للأمراض الوبائية الجديدة في غضون 100 يوم.